# 比较政治学
比较政治学（comparative politics）是政治学的一个分支学科。是利用比较
的方法研究政治现象的一门学科，一般分为作为方法论的比较政治学和作为理论知识的比较政治学。可以兩個或數個國家、地區進行比較及分析，主要研究議題包含政治制度、民主發展等。
亚里士多德的《政治学》可视为比较政治学研究的开创之作。近代的比较政治研究发展于文艺复兴和启蒙运动之后，比如托克维尔的《论美国的民主》和《旧制度与大革命》。以后马克斯·韦伯、奥古斯特·孔德、埃米尔·涂尔干等的社会科学方法对比较政治学之研究有很大影响。但比较政治学作为一门学科之形成，是到了第二次世界大战以后，代表性的著作有杜瓦傑的《政党论》，加布里埃尔·阿尔蒙德、西德尼·维巴的《公民文化：五个国家的政治态度和民主制》等。

## 书目
- 张小劲; 景跃进. . 中国人民大学出版社. 2008.
- 加布里埃尔·A.阿尔蒙德; 小G.宾厄姆·鲍威尔等. . 东方出版社. 2007.
- 罗德·黑格; 马丁·哈罗普. . 中国人民大学出版社. 2007.